# Emilio Rodrigué
Emilio Marcus Rodrigué (Buenos Aires, Argentina, 9 de enero de 1923 - Bahía, Brasil, 21 de febrero de 2008) fue un psicoanalista argentino.

## Biografía
Médico, fue analizado por Arnaldo Rascovsky, formándose posteriormente desde 1947 en Londres en el seno de la escuela kleiniana de la que se hará un adepto original y creativo. Durante su estancia en Londres fue analizante de Paula Heimann. Muy de izquierdas en el plano político, mantuvo muchos frentes abiertos, incluyendo una cierta polémica con el "conservadurismo" de la Asociación Psicoanalítica Argentina (APA) de la que era miembro.
Una muestra de su apertura y sentido del humor es el debate que sostuvo con Oscar Masotta luego de que este último publicó "Un psicoanálisis para Rodrigué".
Se instala en Brasil y diversifica su práctica acercándose a una postura psicoterapéutica integrativa.
Desde el principio de su carrera se interesó por la historia del psicoanálisis y escribió una biografía de Sigmund Freud tan estimulante como original.
En 1986 recibió el Premio Konex - Diploma al Mérito por su trayectoria como psicoanalista en la Argentina.

## Filmografía
Autor y coguionista
- Heroína (1972) dir. Raúl de la Torre